# Canutama
Canutama est une municipalité brésilienne de l'État d'Amazonas .